# Les Orangers
Les Orangers forment un petit village des Hauts de l'île de La Réunion, un département d'outre-mer français dans le sud-ouest de l'océan Indien. Situé sur le territoire communal de Saint-Paul,, ce village installé à environ 990 mètres d'altitude constitue l'un des îlets du cirque naturel de Mafate, au nord-ouest de celui-ci. Inaccessible par la route, il peut être atteint à pied via une variante du sentier de grande randonnée appelé GR R2 courant en l'occurrence entre le pied du Maïdo au sud et l'entrée du cirque au nord-nord-est, mais aussi par la canalisation des Orangers, qui provient de La Plaine.
D'après l’agence pour l'observation de La Réunion, l'aménagement et l'habitat, l’îlet des Orangers est installé sur un replat presque entièrement inconstructible, seule une petite partie du plateau central pouvant encore accueillir des équipements publics. En outre, les ressources en eau et en bois de chauffe y sont déjà insuffisantes, et c'est pourquoi en 2001 l’agence a recommandé à l’Office national des forêts (ONF) de ne plus octroyer de nouvelles concessions au sein de cet espace.